# Séminaire théologique de Kazan
 (mars 2014).

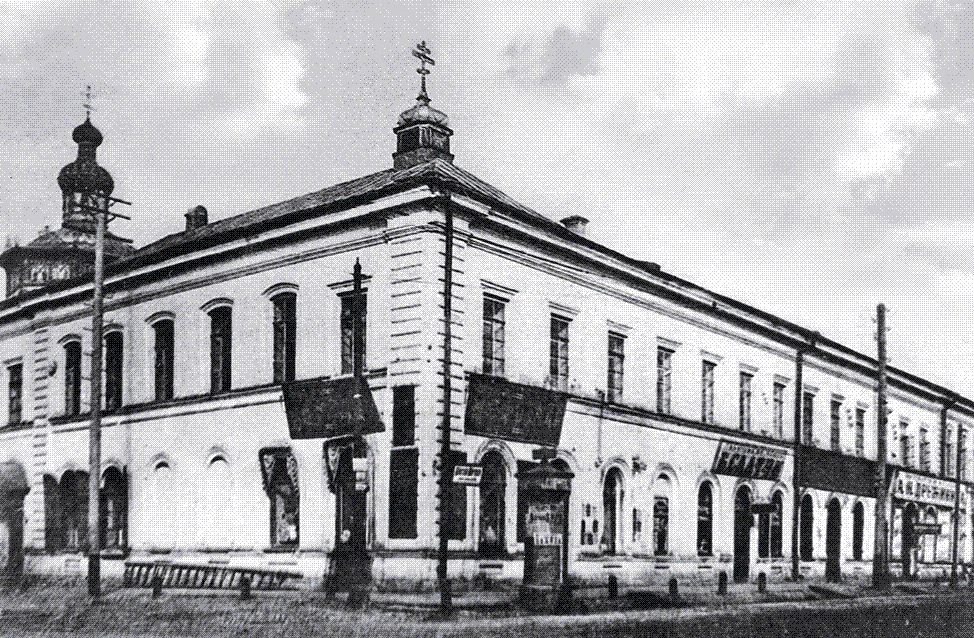
Les bâtiments de l'Académie théologique

Le Séminaire théologique de Kazan (Казанская духовная семинария) est un séminaire russe orthodoxe situé à Kazan. Ce séminaire doit du fait de sa situation former dès le début des clercs orthodoxes également spécialistes de l'islam et au fait des questions touchant les minorités musulmanes.

## Histoire

### Les débuts: L'Académie théologique de Kazan (1797-1818)
L’histoire des institutions éducatives en Russie est marquée par la décision centralisatrice de l’État, et les initiatives locales des notables, notamment des évêques. Les réformes de Pierre le Grand entérinent le modèle des études ruthéniennes du Collège Moghila de Kiev : un environnement ecclésiastique orthodoxe et des études bilingues slaves et latines pour transférer les connaissances et les modes de pensée occidentaux. C'est donc sur ce modèle qu'est fondée en 1687, l’Académie slavo-gréco-latine de Moscou ; elle devient en 1701, l'Académie slavo-latine, et sera un modèle pour la formation ecclésiastique, les futurs séminaires et académies théologiques. Ainsi, en 1723, une école slavo-latine archiépiscopale (arxiepiereiskaja slaviano-latinskaja škola) est créée à Kazan, dans le monastère de la Trinité-Fedorov pour les fils de prêtres. En 1732, elle devient Séminaire théologique et en 1797 Académie théologique ; la même année, l’Académie théologique de Saint-Pétersbourg est fondée ; celles de Moscou et de Kiev s’adjoignent au groupe en 1818.
On parvient ainsi à une centralisation et une uniformisation de la formation. Chaque académie théologique se voit attribuer une zone d’exercice, celle de Kazan étant la plus vaste, puisqu’elle inclut la vallée de la Volga et, partant vers l’est, toutes les conquêtes de la Sibérie.
La région de Kazan, conquise par Ivan le Terrible dans une revanche face à l’ancien maître musulman, et encore largement peuplée de musulmans, est destinée symboliquement et ethno-géographiquement à devenir un des centres de la réflexion sur l’islam. En 1737, l’impératrice Anne demande que le séminaire se tourne vers les inorodcy (minorités orientales), mais on ignore si cela s’est matérialisé par des cours de langue. En 1797, au moment de sa transformation en académie théologique, le séminaire est censé devenir « l’avant-poste de la foi russe, de la nationalité russe et du règne russe in partibus infidelium ».
Les résultats des campagnes missionnaires sont connus : le Bureau de la nouvelle christianisation installé à Kazan parvient à des résultats probants entre 1731 et 1764 à destination des peuples animistes de la zone de Kazan (Tchouvaches, Oudmourtes, Maris), mais échoue vis-à-vis des populations musulmanes formées et encadrées religieusement. Après le soulèvement bachkir de 1755, partiellement motivé par des causes religieuses, la politique russe effectue même un virage à 180 degrés en tolérant et en organisant un « Conseil spirituel d’Orenbourg » chargé de l’islam, de ses mosquées et de ses écoles, et en publiant le Coran en arabe (1787), d’abord 3 000 exemplaires.
Elle n’a pas su former et convertir la jeunesse des minorités musulmanes, sur le modèle envié et détesté des Collèges jésuites d’Ukraine. Elle fait face à la concurrence d’établissements où la référence religieuse orthodoxe est moins forte : en 1758, le pouvoir impérial établit le premier Gymnasium de Kazan, où l’enseignement du tatare est accordé (1769) afin de pourvoir aux nécessités de traducteurs. Ce lycée est la future université de Kazan, qui jouera un rôle déterminant dans l’orientalisme scientifique. L’Académie de Kazan doit également faire face à un réseau éducatif tatare bien organisé.
En 1818, pour entériner l’échec du projet de l’État pour Kazan d’un centre d’enseignement et d’intégration, notamment religieuse, des peuples non chrétiens, l’Académie est rétrogradée au rang de séminaire, et ses compétences pour la zone orientale de la Russie transférées à l’Académie théologique de Moscou.

### L'Académie théologique (1854-1918)

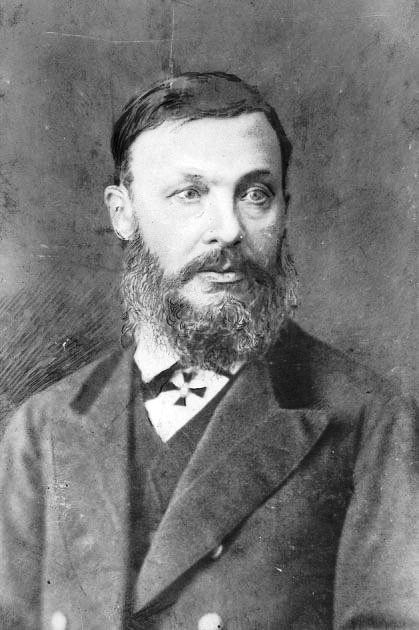
Nicolaï Ilminsky

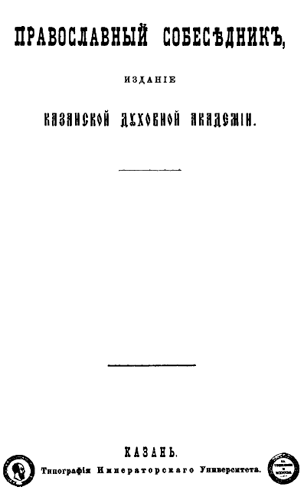
Journal de l’Académie théologique de Kazan (Казанская духовная семинария), Православный Собеседник (Pravoslavnyj Sobesednik, « L’Interlocuteur orthodoxe », fondé en 1855)

Mirza Kazem-Bek transfère son savoir-faire à l’Académie théologique de Kazan, ouverte à nouveau en 1842, aux meilleurs de ses élèves : Nikolaï Il’minskii et Alexeï Bobrovnikov, qui prennent le relais deux ans plus tard. La réflexion au moment de la refondation de l’Académie porte notamment sur l’apprentissage des langues orientale ; on sélectionne ainsi pour les populations musulmanes l’apprentissage des langues tatare et arabe. Le département des langues est effectif en 1847. Il fait la particularité de cette Académie par rapport aux autres académies.
Ilminski d’une part avec sa Fraternité orthodoxe Saint-Gouri (1867) s’attache à traduire les textes orthodoxes dans les langues maternelles des minorités. Les publications sur l’islam qui continuent de paraître, avec une vision moins polémique, influencée par l’Université : le Coran traduit par Gordi Sabloukov, qui est la première traduction directe de l’arabe en russe, le recueil d’études islamiques, les thèses des étudiants de l’Académie, et enfin les nombreuses études consacrées à l’orientalisme islamisant dans le journal de l’Académie Православный Собеседник (Pravoslavnyj Sobesednik, « L’Interlocuteur orthodoxe », créé en 1855).
C’est un orientalisme missionnaire qui y est développé, mais sans succès notable: les vieux-croyants font l'objet de plus d'attention que les autres religions.

### La reconstitution (1997-)
Après la réfection des bâtiments pendant la période soviétique, la réouverture de l’académie comme séminaire a lieu en 1997.

## Personnalités liées à l'institution
- Ivan Pokrovski
- Nikolaï Ostrooumov (en)
- Gordi Sabloukov
- Grégoire (Postnikov)
- Nicolas Ilminsky
- Mirza Kazem-Bek
- Grigori Elisseïev

## Sources
- Article de C Outters "L'Académie théologique de Kazan et l'orientalisme islamisant en Russie"